# Celebeslangneuseekhoorn
De celebeslangneuseekhoorn (Hyosciurus heinrichi)  is een zoogdier uit de familie van de eekhoorns (Sciuridae). De wetenschappelijke naam van de soort werd voor het eerst geldig gepubliceerd door Archbold & Tate in 1935.

## Voorkomen
De soort komt voor in Indonesië.